# Kościół Zbawiciela w Bydgoszczy

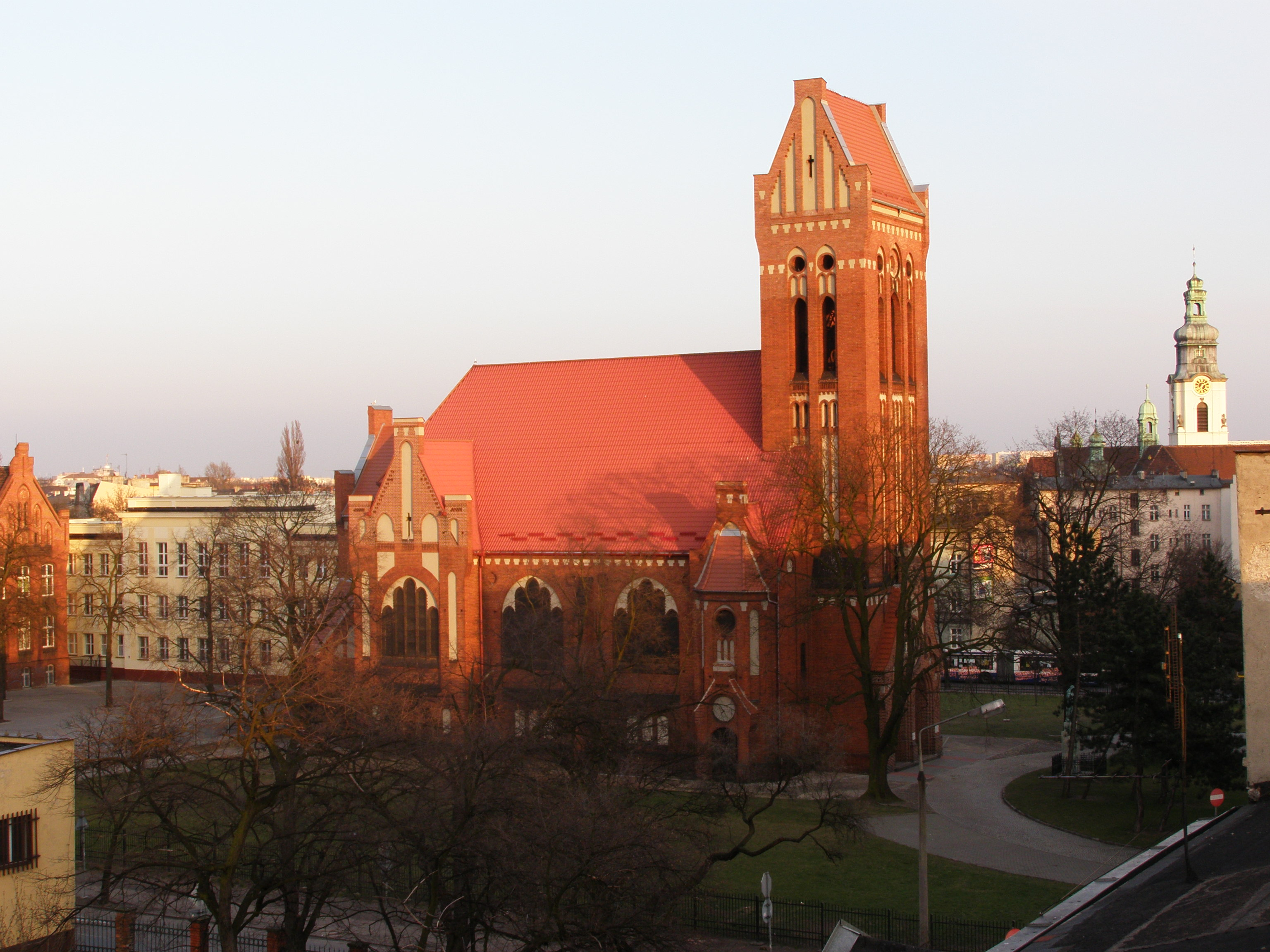
Kościół ewangelicko-augsburski w Bydgoszczy

Kościół Zbawiciela w Bydgoszczy – neogotycka świątynia parafii ewangelicko-augsburskiej. Znajduje się przy Placu Zbawiciela (ul. Warszawska). Pierwotnie zwana była kościołem Chrystusa.

## Historia

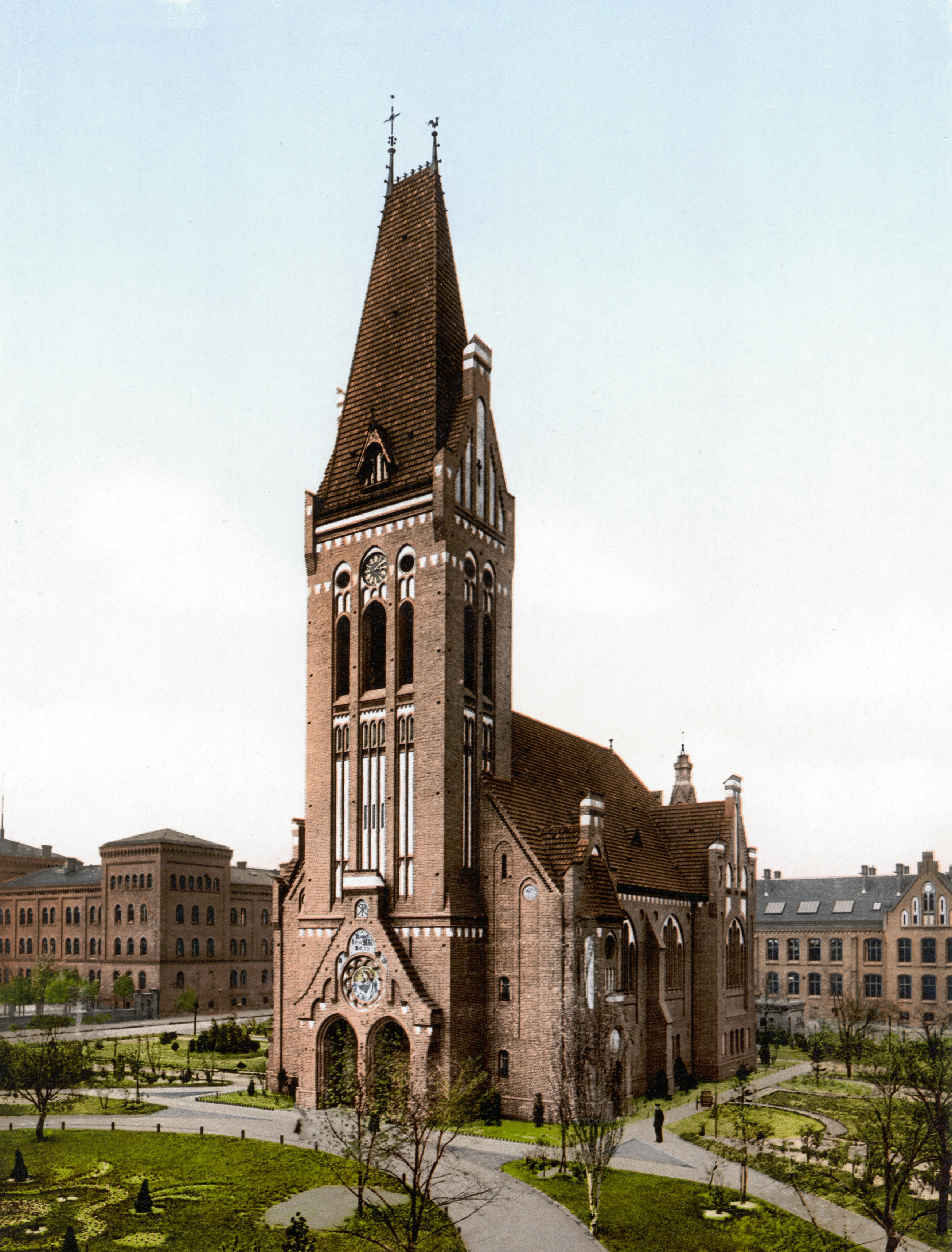
Widok kościoła ok. 1900

Kościół został zbudowany na miejscu starego ewangelickiego cmentarza dawnego folwarku Bocianowo. Miejsce to zostało specjalnie przeznaczone pod świątynię już w momencie planowania nowej, dużej dzielnicy tzw. kolejowej w 1853. Zabudowa dzielnicy, która trwała w latach 1870–1900, oraz jej zasiedlenie głównie ludnością narodowości niemieckiej i wyznania ewangelickiego, stworzyły potrzebę budowy kościoła.
Projektantem świątyni był architekt Heinrich Seeling z Berlina, autor bydgoskiego Teatru Miejskiego (niezachowany) i później neogotyckiego ewangelickiego kościoła farnego (obecnie kościoła jezuitów). 
Projekt kościoła datowany jest na 21 marca 1894. Planowane koszty budowy wynosiły 120 000 marek niemieckich. W trakcie budowy projekt został nieznacznie zmieniony, a koszty budowy przekroczone o 20 tys. marek.
Poświęcenie kamienia węgielnego pod ewangelicko-unijny kościół Chrystusa (niem. Christuskirche) nastąpiło 28 marca 1896, a konsekracja świątyni 27 października 1897. W 1901 wokół budowli założono skwer.
Do lat 30. XX wieku świątynia służyła niemieckiej gminie kościoła ewangelicko-unijnego, później polskiej parafii ewangelicko-augsburskiej.
W czasie walk w 1945 został zburzony hełm wieży. Po wojnie kościół zajęli katolicy, jednak został zwrócony parafii ewangelicko-augsburskiej i ponownie poświęcony 9 grudnia 1945 jako kościół Zbawiciela. Wieżę odbudowano według projektu architekta Jana Kossowskiego, który zaprojektował na niej niski dwuspadowy daszek, zwieńczony ozdobną neobarokową sygnaturką. Wnętrze wyremontowano w latach 1946–1947.
W 1947 przed świątynią – pierwotnie z boku, od 1959 od frontu – ustawiono figurę Chrystusa, kopię dzieła Thorvaldsena z Kopenhagi, pochodzącą z grobowca rodziny Blumwe na likwidowanym cmentarzu przy ul. Jagiellońskiej. Plac wtedy otrzymał nazwę pl. Zbawiciela. Kościół był remontowany m.in. w 1983, a w latach 90. zlikwidowano sygnaturkę na wieży. W 2017 planowane jest przygotowanie projektu i kosztorysu rekonstrukcji wieży.

## Architektura

### Styl architektoniczny
Zewnętrzna forma kościoła prezentuje formy historyzujące z przewagą neogotyku. Jest to skodyfikowany w II poł. XIX wieku typ ceglanego kościoła jednowieżowego znanego jako typ niemiecki, łączący prostotę z wrażeniem monumentalności.
Jednonawowy, ceglany kościół wzniesiono na planie krzyża, z szeroką nawą, nieznacznie wysuniętym transeptem i krótkim, prosto zamkniętym prezbiterium. Korpus kryty jest wysokim dwuspadowym dachem. Nad wejściem wznosi się wysoka wieża z ozdobnymi trójkątnymi szczytami, pierwotnie zwieńczona smukłym namiotowym hełmem. Elewacje ożywione są jasno tynkowanymi blendami. Średniowieczny charakter nadają zborowi uskokowe szkarpy, szczyty oraz potężne, pięciodzielne okna, zdobione maswerkami, charakterystyczne dla gotyku angielskiego.
Wnętrze nawy, z tyłu i po bokach wypełnionej emporami, jest kryte drewnianym pozornym sklepieniem beczkowym, wspartym na betonowych łukach. Ławki były obliczone na ponad 700 osób. 
Większość drewnianych elementów świątyni (sklepienia, empory wraz z balustradami i podniebieniem) pokryto polichromią o motywach roślinnych i geometrycznych. W prezbiterium znajdował się ceglany ołtarz, z ażurowym prześwitem zaprojektowany przez Seelinga.
Na zewnątrz, nad wejściem zwraca uwagę barwna mozaika z wyobrażeniem Dobrego Pasterza.

## Wyposażenie wnętrza
Na ścianach zachowały się fragmenty bogatego wystroju malarskiego, niestety przemalowane i częściowo zatynkowane. Wyposażenie wnętrza jest skromne: ołtarz w formie ceglanej arkady, nad nim witraż przedstawiający Chrystusa i czterech ewangelistów, monumentalny wiszący żyrandol.

### Organy
Organy w kościele zostały zbudowane przez firmę Wilhelma Sauera z Frankfurtu nad Odrą w 1897 r. jako pneumatyczny instrument o 25 rejestrach. W 1941 r. organy zostały przebudowane przez firmę Josef Goebel z Gdańska. Zmieniła się wtedy nieznacznie dyspozycja instrumentu. W 2014 zakończył się ich remont generalny.

### Tablice pamiątkowe
W 1947 we wnętrzu umieszczono tablicę ku czci 24 polskich duchownych Kościoła Ewangelicko-Augsburskiego, którzy stracili życie podczas II wojny światowej. Późniejsze tablice pamiątkowe przypominają wieloletniego proboszcza, ks. Waldemara Preissa i bydgoskie ofiary Katynia.

## Galeria

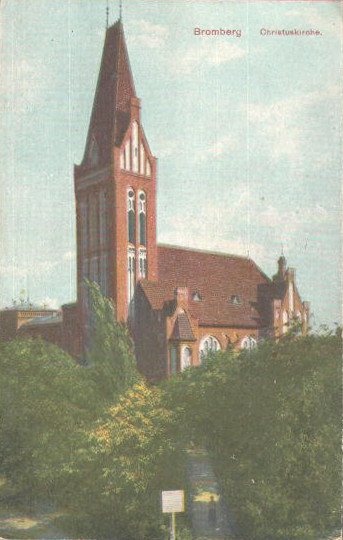
Przed II wojną światową
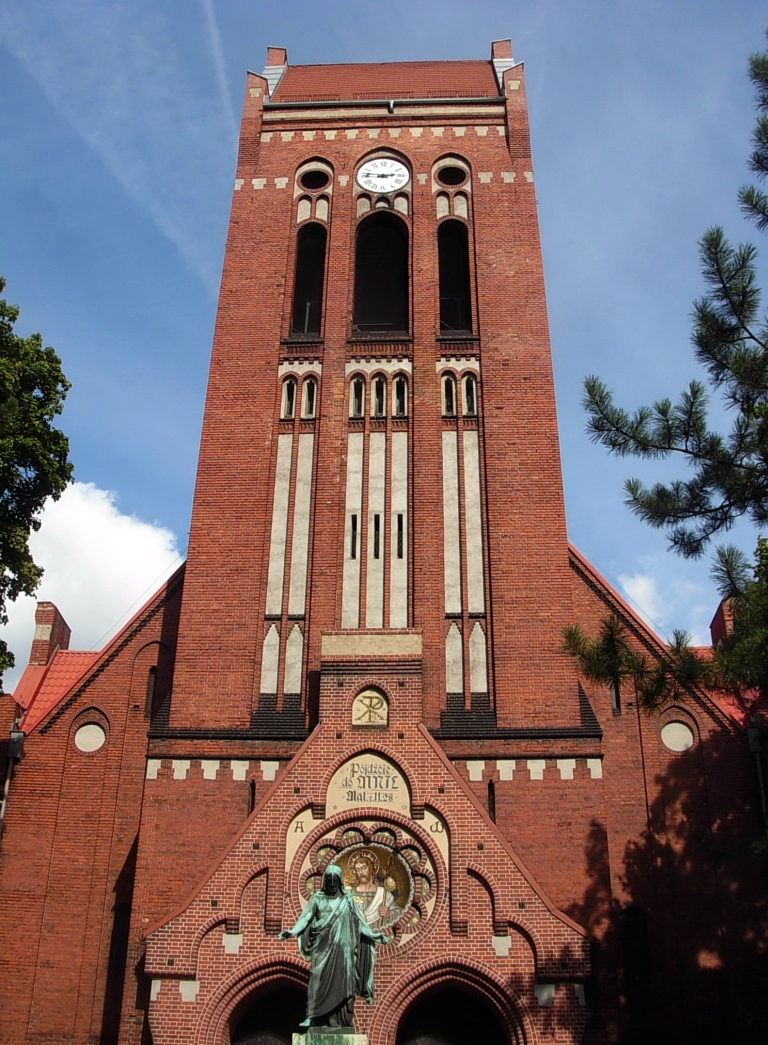
Wieża
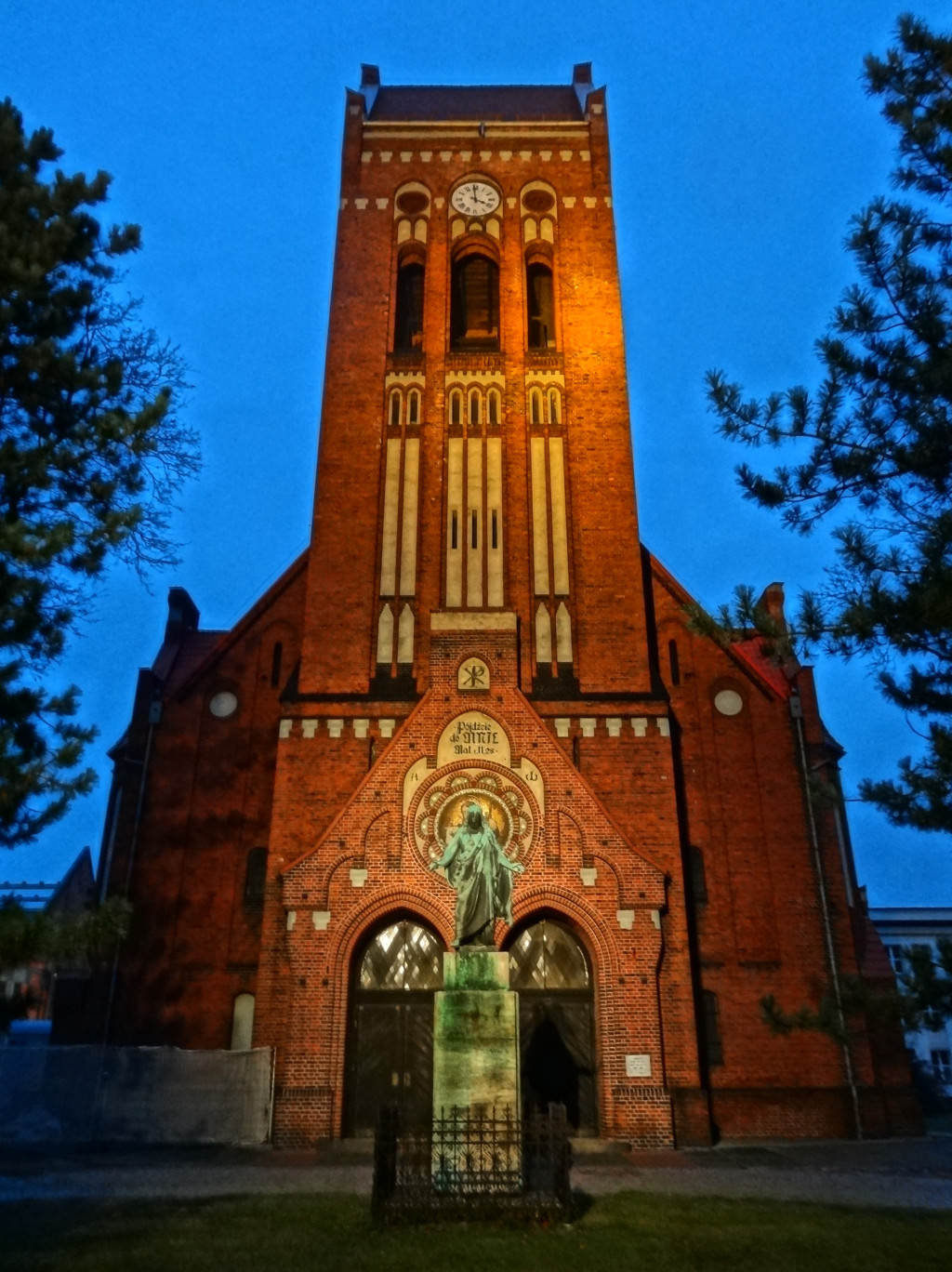
O zmierzchu
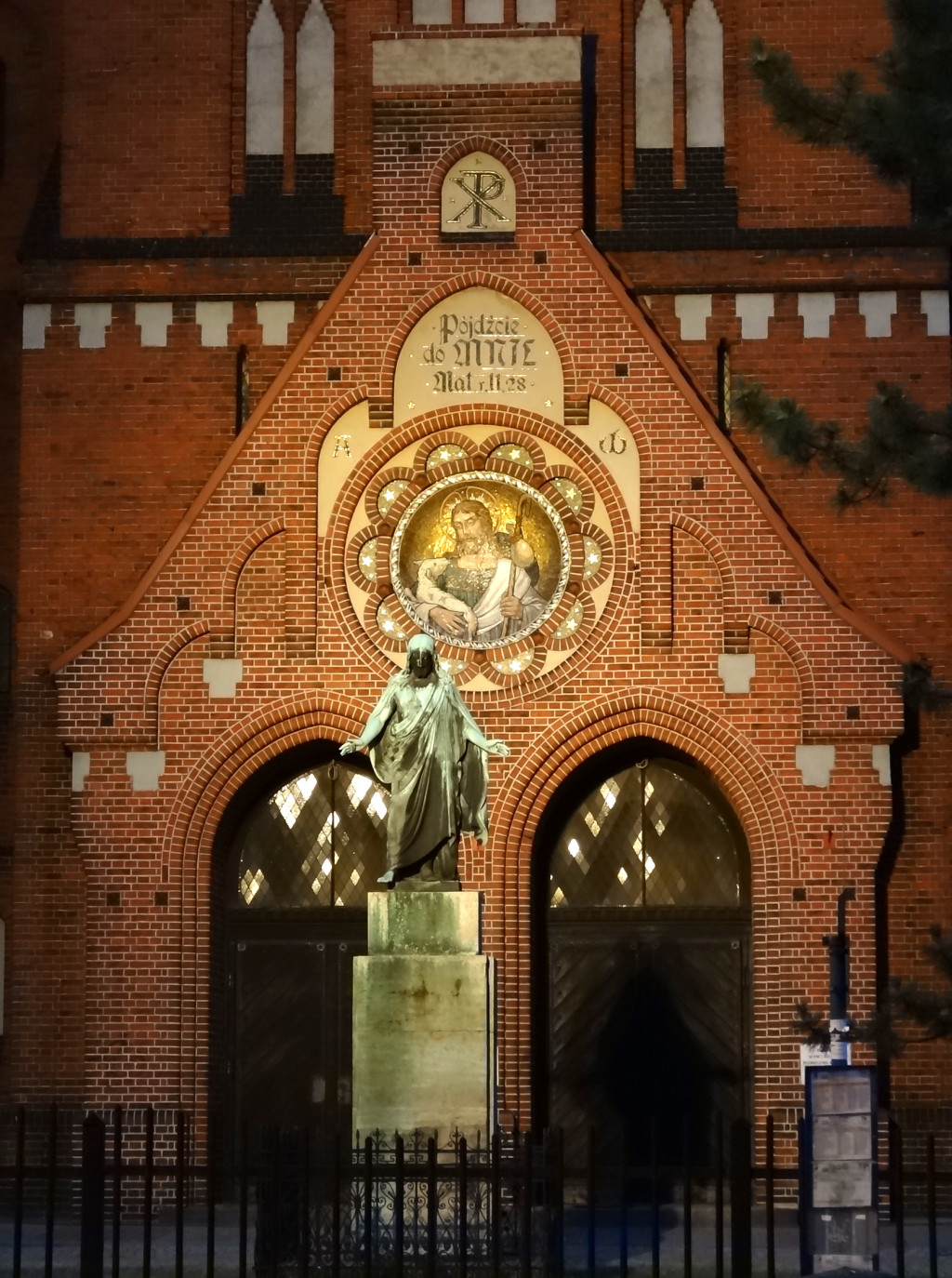
Portal, rozeta
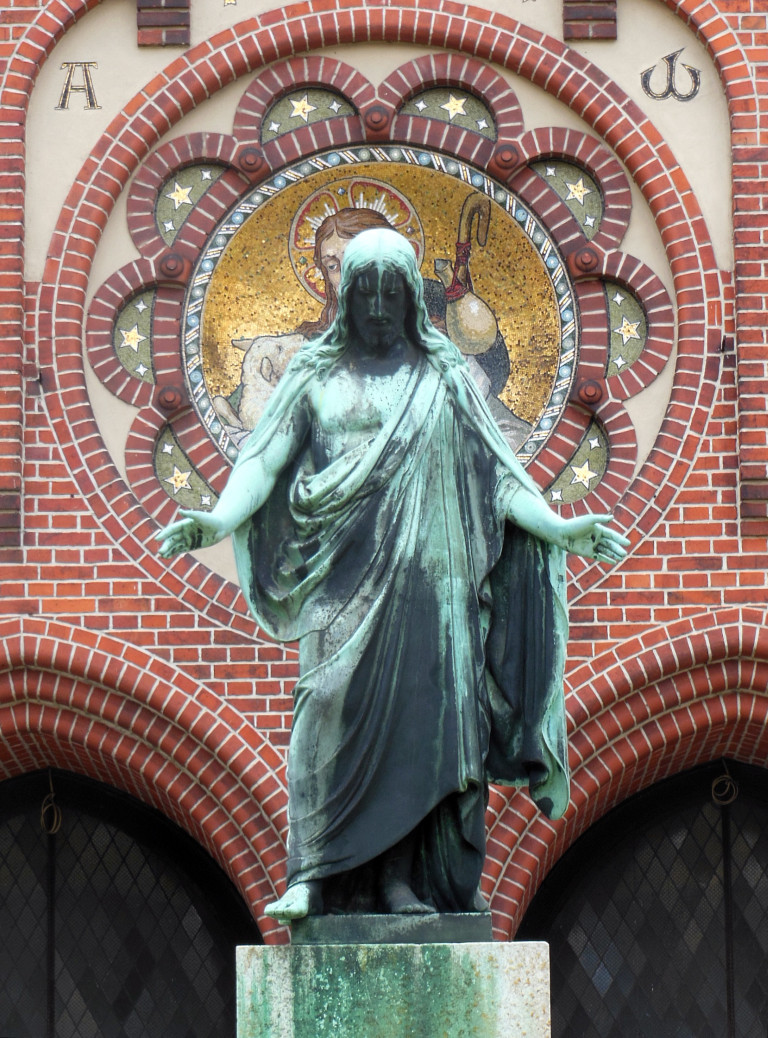
Figura Chrystusa Zbawiciela